# Those About to Die
Production
Diffusion
Those About to Die est une série télévisée américano-germano-italienne réalisée par Roland Emmerich et Marco Kreuzpaintner d'après un scénario de Robert Rodat, diffusée le 19 juillet 2024 sur Prime Video.

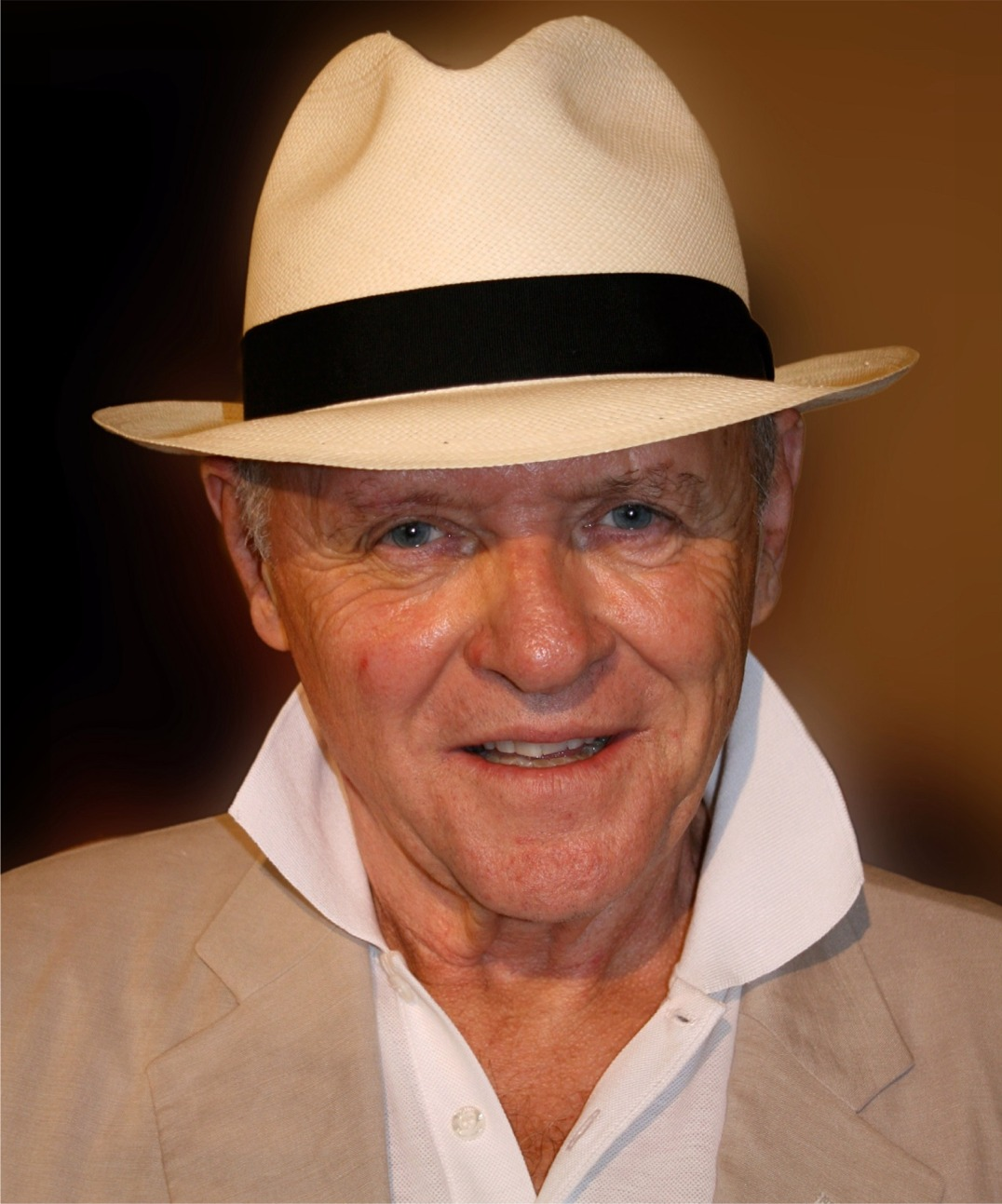
Anthony Hopkins.

Cette série de péplums est inspirée du livre du même nom de Daniel P. Mannix publié en 1958, un ouvrage qui n'a jamais été traduit en français malgré son succès en librairie et que l'on crédite pourtant comme source d'inspiration non-officielle du film Gladiator de Ridley Scott.
La série est une coproduction d'AGC Television, Centropolis Entertainment, High End Productions, Hollywood Gang, Street Entertainment et Wildside Productions,,,. High End Productions, la société allemande créée par Herbert G. Kloiber et Constantin Film détient les droits de distribution en Europe tandis qu'AGC International gère les droits de distribution en dehors de l'Europe,.
La plateforme de streaming Peacock a obtenu les droits aux États-Unis tandis que Prime Video a acquis les droits en Allemagne, au Royaume-Uni, en France, en Italie, en Espagne, au Portugal, aux Pays-Bas, en Autriche, en Suisse, en Irlande, en Pologne, en Turquie, en Andorre, à Monaco, au Luxembourg et en Belgique.

## Synopsis
Rome, l'an 79. La population est lasse et s'ennuie. Certains sont affamés en raison notamment du blé qui tarde à arriver d'Égypte. L'empereur vieillissant Vespasien, qui a lancé la création de l'amphithéâtre Flavien, va tenter de faire diversion et divertir le peuple grâce aux combats de gladiateurs et aux courses de chars. Tout cela occupe de nombreuses personnes en coulisses pour offrir un véritable « spectacle » à la plèbe. Parmi les gens liés à cet univers, il y a notamment Tenax, un homme issu du Circus Maximus et s'occupant des paris, ou encore Scorpus, conducteur de char adulé. Le nouvel amphithéâtre crée par ailleurs de la jalousie au sein de la bourgeoisie romaine qui voit d'un mauvais œil la volonté de Vespasien de partager avec le peuple la propriété des lieux. En Numidie, des soldats romains enlèvent deux jeunes filles qui se sont défendues de l'agression d'un légionnaire et les emmènent à Rome. Leur mère, Cala, va tenter de les retrouver. Son fils, Kwame, est quant à lui chasseur d'animaux qui seront ensuite utilisés dans les arènes. Par ailleurs, trois frères espagnols tentent eux aussi de se faire une place à Rome en vendant leurs chevaux andalous. Vespasien doit également faire face à la rivalité entre ses deux fils, Titus et Domitien.

## Distribution

### Acteurs principaux
- Anthony Hopkins (VF : Féodor Atkine) : l'empereur Vespasien
- Tom Hughes (VF : Gauthier Battoue) : Titus
- Jojo Macari (en) (VF : Léo Faure) : Domitien
- Iwan Rheon (VF : Olivier Augrond) : Tenax
- Sara Martins (VF : elle-même) : Cala
- Moe Hashim (VF : Alex Fondja) : Kwame
- Jóhannes Haukur Jóhannesson (VF : Frédéric Souterelle) : Viggo
- Gabriella Pession (VF : Olivia Luccioni) : Antonia Servillia
- Rupert Penry-Jones (VF : Damien Ferrette) : Marsus Servillius
- Dimitri Leonidas (VF : Jim Redler) : Scorpus
- David Wurawa (VF : Jean-Baptiste Anoumon) : Gavros
- Eneko Sagardoy (es) (VF : Sébastien Baulain) : Andria
- Pepe Barroso (VF : Thomas Sagols) : Fonsoa
- Gonçalo Almeida (VF : Arthur Raynal) : Elia
- Lara Wolf (VF : Florine Orphelin) : Berenice

### Acteurs secondaires
- Emilio Sakraya (VF : Benjamin Penamaria) : Xenon
- Angeliqa Devi (en) (VF : Sybille Tureau) : Caltonia
- Romana Maggiora Vergano : Salena
- Kyshan Wilson (VF : Justine Berger) : Aura
- Alicia Edogamhe (VF : Nastassja Girard) : Jula
- Alessandro Bedetti (VF : Tom Trouffier) : Hermès
- Martyn Ford (VF : Jérémie Bédrune) : Flamma
- Vincent Riotta (VF : Michel Lerousseau) :  Leto
- Adrian Bouchet (en) (VF : Thibaut Belfodil) : Porto
- Alice Lamanna (VF : Lauryanne Philippe) : Cornelia
- Davide Tucci (en) (VF : Augustin Bonhomme) : Manilius
- Michael Maggi (VF : Théo Comby Lemaitre) : Rufus
- Christopher Ward (VF : Pascal Casanova) : Tiones
- Hilal Beraki : Seeno
- Eleonora Gaggero (VF : Camille Tavitian) : Iris

 Source et légende : version française (VF) sur RS Doublage et cartons du doublage français.

## Production

### Genèse et développement
Le projet a été initié par Centropolis d'Emmerich, Street Entertainment de Harald Kloser et Hollywood Gang de Gianni Nunnari : basée sur le livre Those About To Die de Daniel P. Mannix dont Hollywood Gang a acquis les droits, la série est écrite par Robert Rodat et coréalisée par Roland Emmerich et Marco Kreuzpaintner,,,.
La série est produite par Roland Emmerich pour Centropolis Entertainment, Marco Kreuzpaintner, Robert Rodat, Gianni Nunnari pour Hollywood Gang Productions, Harald Kloser pour Street Entertainment, Herbert G. Kloiber, Martin Moszkowicz, Oliver Berben et Jonas Bauer pour High End Productions, Charles Holland et enfin Stuart Ford et Lourdes Diaz pour AGC Television,,.
Dotée d'un budget de plus de 150 millions de dollars pour une première saison de dix épisodes, la série constitue la première incursion dans le monde de la télévision du cinéaste allemand Roland Emmerich, connu pour ses films catastrophes Independence Day (1996), Godzilla (1998), Le Jour d'après (2004) et 2012 (2009).
Le coproducteur Herbert G. Kloiber attribue un rôle clé à Emmerich : « Roland a poussé très fort. C'est sa première incursion dans la télévision, c'est donc ce qui m'a intrigué. J'ai pensé que ce serait merveilleux de voir quelqu'un comme Roland monter sur le ring avec l'énorme budget que nous lui avons accordé. »

### Tournage
Le tournage de la série a lieu de mars à novembre 2023 aux studios Cinecittà à Rome sous la supervision d'AGC et des partenaires producteurs, et en utilisant la société italienne Wild Side comme principal partenaire de services de production.
Selon le coproducteur Oliver Berben, la production et le tournage de la série n'ont pas été affectés par les grèves de la WGA et du syndicat des acteurs d'Hollywood SAG : « Tous les scénarios étaient terminés au moment où la grève a commencé, et du côté des acteurs, nous avons un acteur de SAG, Anthony Hopkins, au début du tournage, mais il n'y a pas eu de grève à ce moment-là. »

### Fiche technique
Sauf indication contraire, les informations mentionnées dans cette section peuvent être confirmées par les bases de données cinématographiques IMDb et Allociné,  présentes dans la section « Liens externes ».
- Titre original : Those About to Die
- Genre : Péplum dramatique
- Production : Roland Emmerich, Marco Kreuzpaintner, Robert Rodat, Gianni Nunnari, Harald Kloser, Herbert G. Kloiber, Martin Moszkowicz, Oliver Berben, Jonas Bauer, Stuart Ford, Lourdes Diaz
- Sociétés de production : AGC Television, Centropolis Entertainment, High End Productions, Hollywood Gang Productions, Street Entertainment et Wildside Productions
- Réalisation : Roland Emmerich et Marco Kreuzpaintner
- Scénario : Robert Rodat
- Décors : Tiberio Caporossi
- Costumes : Giovanni Casalnuovo
- Photographie : Vittorio Omodei Zorini
- Montage : Ryan Stevens Harris
- Maquillage : Barbara Pellegrini, Maurizio Nardi
- Pays de production :  Allemagne /  Italie /  États-Unis
- Langue originale : anglais
- Format : couleur
- Nombre de saisons : 1
- Nombre d'épisodes : 10
- Durée : 55 minutes
- Budget : 140 millions de dollars
- Date de première diffusion : 19 juillet 2024 sur Prime Video[9]

## Accueil critique
Sur le site agrégateur de critiques Rotten Tomatoes, la série obtient un score de 48 % de critiques positives. Sur Metacritic, elle reçoit un score de 49 % sur la base de 23 critiques collectées, indiquant des avis « Mixed or Average » tandis que le site IMDb lui attribue la note de 6,7⁄10.
Le quotidien Le Parisien donne à la série la note de 2,5 sur 5 et estime les images trop sombres, les effets spéciaux pas toujours réussis, le jeu des acteurs caricatural, les dialogues plats et le résultat « poussif et violent ». Le Monde souligne également l'usage des décors numériques tout en reconnaissant le charme de la série.
Le magazine Le Point évoque un « péplum raplapla » plombé par les clichés tandis que Le Figaro parle d'un spectacle grandiose. Télérama juge la série ennuyeuse alors que Sudinfos salue le rythme auxquels l'intrigue et le jeu d'acteurs se déroulent.
La Libre apprécie la reconstitution de la Rome antique jusque dans ses moindres détails. Première reconnait aussi le divertissement de la série malgré les  défauts qu'elle peut avoir. Time parle d'une bonne série sanglante.
The Guardian apprécie le ton général ainsi que les épisodes de la série alors que Variety parle d'un show pompeux et inutilement macabre. The Hollywood Reporter juge que la série a des hauts et des bas mais qu'elle s'en sort plutôt bien.

## Épisodes
| Nᵒ | Titre français et titre original            | Réalisation         | Scénario               |
| -- | ------------------------------------------- | ------------------- | ---------------------- |
| 1  | S'élever ou mourir Rise or Die              | Roland Emmerich     | Robert Rodat           |
| 2  | Méfiance absolue Trust None                 | Roland Emmerich     | Robert Rodat           |
| 3  | Aux portes de la mort Death's Door          | Roland Emmerich     | Robert Rodat           |
| 4  | Pari absurde Fool's Bet                     | Marco Kreuzpaintner | Charles Holland        |
| 5  | Trahison Betrayal                           | Marco Kreuzpaintner | Alex Carmedelle        |
| 6  | Lien de parenté Blood Relation              | Marco Kreuzpaintner | Eva Gonzalez Szigriszt |
| 7  | Lit de mort Death's Bed                     | Marco Kreuzpaintner | Jill Robi              |
| 8  | Tout ou rien All or Nothing                 | Marco Kreuzpaintner | Marissa Lestrade       |
| 9  | Les dés sont jetés The Die Is Cast          | Roland Emmerich     | Robert Rodat           |
| 10 | Que les jeux commencent Let the Games Begin | Roland Emmerich     | Robert Rodat           |